# 吕雷 (杜省)
吕雷（法語：Rurey，法語發音：[ʁyʁɛ]）是法国杜省的一个市镇，属于贝桑松区。

## 地理
吕雷（47°5'47"N, 6°0'33"E）面积14.77 平方千米，位于法国勃艮第-弗朗什-孔泰大區杜省，该省份为法国东部内陆省份，北起上索恩省，西接汝拉省，东部及东南部与瑞士接壤，东北部与贝尔福地区省接壤。
与吕雷接壤的市镇（或旧市镇、城区）包括：卡德梅讷、阿蒙当、舍讷塞-比永、库尔塞勒、埃珀涅、利济讷、鲁镇、利松河畔屈塞。

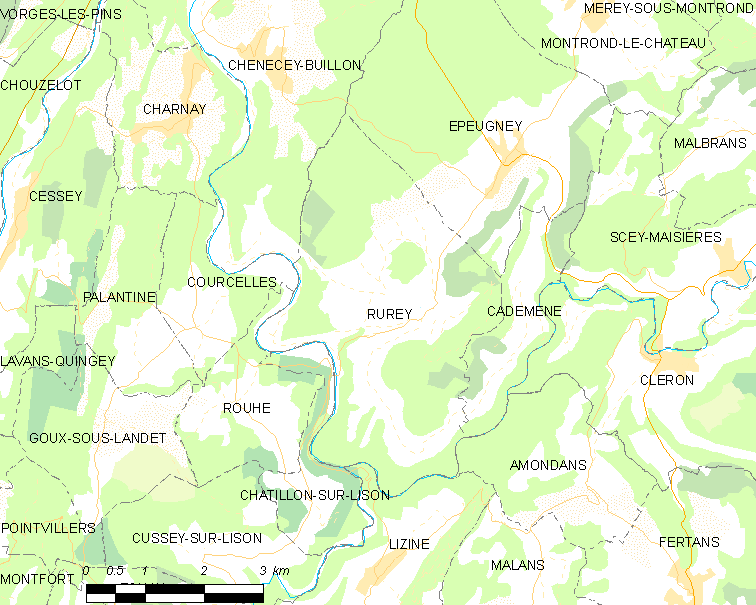
的OSM定位图

吕雷的时区为UTC+01:00、UTC+02:00（夏令时）。

## 行政
吕雷的邮政编码为25290，INSEE市镇编码为25511。

## 政治
吕雷所属的省级选区为圣维特县。

## 人口

1962-2008年间人口变化图示

吕雷于2022年1月1日时的人口数量为359人。